# Rudolf Szyszkowitz (Maler)

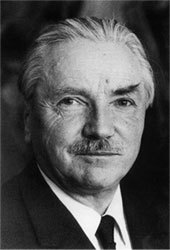
Rudolf Szyszkowitz

Rudolf Szyszkowitz (* 27. April 1905 in St. Martin bei Villach; † 6. Jänner 1976 in Graz) war ein österreichischer Maler und Grafiker.

## Leben
Rudolf Szyszkowitz wurde als zweiter Sohn des aus dem heutigen Třinec, damals Herzogtum Ober- und Niederschlesien, stammenden k.k. Forstininspektionskommissärs I. Klasse (k.k. Ackerbauministerium) Rudolf Szyszkowitz und Theresia/Therese geb. Gold in Kärnten geboren. Seine Eltern heirateten 1902 in Salzburg, der Geburtsstadt seiner Mutter. Er wuchs zunächst in Zara auf, wo sein Vater als Leiter der k.k. forsttechnischen Abteilung für Wildbachverbauung eingesetzt war. Künstlerische Prägung erhielt er durch den Großvater, den Salzburger Maler Josef Gold. Seit dem Kriegsausbruch von 1914 lebte die Familie in Graz. Ab 1921 besuchte er die Abteilung für Bildhauerei an der Kunstgewerbeschule Graz unter der Leitung von Wilhelm Gösser.
1925 ging er an die Akademie der bildenden Künste in Wien und besuchte dort die allgemeine Malschule unter der Leitung von Karl Sterrer; acht Semester später trat er in die Meisterschule für Malerei bei Karl Sterrer und Rudolf Bacher ein. Bleibende Freundschaften unterhielt er u. a. mit den jungen Malern Werner Berg, Leopold Birstinger, Max Weiler, Albin Stranig, Paul Müller sowie den Bildhauern Alexander Silveri und Walter Ritter. 1933 beendete er sein Hochschulstudium mit Auszeichnung und Akademischen Preisen. 1933 bis 1935 lebte er als freischaffender Künstler in Wien. 1935 erhielt er den Anerkennungspreis zum Österreichischen Staatspreis. Die Folge war, dass er auf Vorschlag der Architekten Clemens Holzmeister und Rudolf Hofer an die Staatliche Meisterschule für angewandte Kunst (später Kunstgewerbeschule) nach Graz berufen wurde, um dort eine Meisterklasse für Malerei aufzubauen. Man gab Szyszkowitz zu verstehen, dass diese Meisterklasse der Grundstock für eine in Graz geplante Kunsthochschule sein würde. Damit begann seine über 30 Jahre andauernde Lehrtätigkeit. 1936 trat er der 1923 gegründeten Sezession Graz bei und war langjähriges Mitglied neben Alfred Wickenburg, Fritz Silberbauer, Wilhelm Thöny.
1937 heiratete er Elisabeth Maier. Mit ihr hatte er drei Söhne; 1938 Peter (Maler), 1944 Michael (Architekt), 1946 Johannes (Maler). Durch seinen Sohn Peter ist er der Großvater des Karikaturisten Markus Szyszkowitz.
In den ersten Jahren des Zweiten Weltkrieges war Szyszkowitz aufgrund der Unentbehrlichkeit für die Schule vom Militärdienst befreit. Nach einer Inspektion durch den Reichskultusminister Bernhard Rust musste die Klasse geschlossen werden wegen Unvereinbarkeit mit der damaligen Auffassung über Deutsche Kunst. Szyszkowitz wurde dann 1943 zur Wehrmacht nach Lienz in Osttirol einberufen.
1945 kam aus Wien die Anfrage, ob er eine Professur an der Akademie der Bildenden Künste annehmen würde, jedoch war er damals noch in dem Glauben, dass sich die Kunstgewerbeschule in Richtung einer Hochschule entwickeln würde, und blieb deshalb mit seiner Familie in Graz. 1951 gründete er mit Peter Richard Oberhuber und anderen Künstlern den Steiermärkischen Kunstverein Werkbund. 1954 wurde Szyszkowitz Mitglied der Wiener Secession. 1961 bis 1967 war Szyszkowitz Präsident des Steiermärkischen Kunstverein Werkbund.
1964 wurde er auf Wunsch Oskar Kokoschkas zu dessen Nachfolger an die Internationale Sommerakademie für Bildende Kunst Salzburg berufen, wo er neun Jahre lang – jährlich neu berufen – das Seminar für figurale Malerei leitete. 1967 zog sich Szyszkowitz aus dem öffentlichen Staatsdienst zurück, um sich ausschließlich seiner künstlerischen Arbeit widmen. 1976 starb er an Magenkrebs. Er ist auf dem St.-Leonhard-Friedhof in Graz beigesetzt.

## Rudolf Szyszkowitz und Neuland
Der Bund Neuland wurde im Jahre 1919 unter der geistlichen Führung der Priester Michael Pfliegler und Karl Rudolf ausgehend von der Deutschen Jugendbewegung gegründet.
Die Bestrebungen der Deutschen Jugendbewegung waren z. B.: das Recht auf Selbstbestimmung, Eigenverantwortung, Recht auf die eigene Gestaltung des Lebens, das Wehren gegen überkommene Traditionen und gegen Autoritäten im Allgemeinen, Auflehnung gegen die Bevormundung durch Erwachsene sowie die Infragestellung des selbstverständlichen Führungsanspruches des Staates. Man wollte gegen das „unterdrückende System der Gelehrsamkeit“ und den „überzüchteten Intellektualismus“ ankämpfen. Der Anschluss an die bodenständige bäuerliche Kultur wurde gesucht. Eine spätromantische Begeisterung für das deutsche Mittelalter trieb die Jugend aufs Land, in die Natur, um dort nach dem Sinn des Lebens zu suchen.
Der Bund Neuland hingegen stellte sich unter die Führung Gottes. Die Jugend sollte zu sich selbst geführt werden im Geiste einer Glaubenserneuerung. Über die reinen Selbstbefreiungsideen hinausgehend, strebte man Missionstätigkeit an. Die „Städter“ sollten zum „wahren Glauben“ zurückgeführt werden, von dem sie durch Krieg, Revolution und „Verproletarisierung“ abgekommen waren. Das hochgesteckte Ziel war „das Reich einer umfassenden christlichen Ordnung“. Jedoch stand man auch der damals noch „im byzantinischen Glanz verkrusteten“ Amtskirche kritisch gegenüber, die „reformbedürftig“ war. Die Kirche sollte echte Gemeinschaft werden; der Gottesdienst sollte die Zelebranten und die Gläubigen vereinen und nicht trennen. Es galt die „Kluft zwischen heilig und profan“ zu überbrücken. Auf die Quellen des Urchristentums zurückgreifend wollte man die Worte der Bergpredigt leben, die unreflektiert übernommene Religiosität vieler gewohnheitsmäßiger Kirchengänger dadurch erschüttern und so das „Erwachen der Kirche in den Seelen“ (Romano Guardini) erreichen.
Das Zielbild der Jugend wurde der „Neue Mensch“, der aus Einheit mit der Kirche einerseits und Einheit mit der Natur andererseits hervorgeht. Deshalb war die zweite tragende Idee die Naturverbundenheit. Man verurteilte die „Verstädterung des Lebens“, die „Asphaltkultur“, die für die „Bündischen“ – wie sie selbst sich nannten – einen deutlichen Beweis einer Kulturkrise darstellte.
Rudolf Szyszkowitz trat dem Bund Neuland 1920, im Alter von 15 Jahren bei, dessen Ideale ihn von da an entscheidend prägten. Er schreibt später selbst:
Das Jugendreich war uns eigen. Eine unendliche Fülle von Ausblicken, Aufgaben und Baugedanken (Aufbau aller Art) stand vor uns. In diesem Reich (inneres Reich) durfte ich mit den Mitteln, den erwarteten Registern der Kunst meiner Arbeit beitragen. Zur Erneuerung der Welt, zum Aufrichten des zerschlagenen Reiches, des inneren und des äußeren.
Aber nicht nur der Bund hatte für Szyszkowitz eine große Bedeutung, sondern auch umgekehrt er für den Bund. Szyszkowitz gelang mit seinen frühen Arbeiten und einer teilweise eigens für Neuland geschaffenen Symbolik eine direkte Umsetzung der Ideen in Bilder. Das, was heute als „Neulandkunst“ bezeichnet wird, ist von seinem Schaffen beeinflusst und aus seinem Geist entstanden. Von den frühen Anfängen an illustrierte er die Jugendzeitschrift „Jungvolk“ und das Liederbuch „Fahrend Volk“. So befremdend diese frühen Illustrationen heute auch erscheinen mögen, so muss man sie aus Zeit und Gesinnung heraus verstehen. Die derben, grobschlächtigen Gesichter, die oft klobig wirkenden, teilweise überproportionierten Gliedmaßen, überhaupt die gesamte sehr vereinfachte Darstellung lassen sich zum Teil auf den Einfluss seines Lehrers Wilhelm Gösser zurückführen.
Auch der Einfluss Karl Sterrers in Szyszkowitz’ Arbeiten lässt sich in dieser Frühzeit klar erkennen; sowohl formal als auch in der ernsthaften Geisteshaltung, im Vermeiden jeglicher Oberflächlichkeit.
Szyszkowitz veränderte mit seiner Kunst auch den Kunstgeschmack seiner Freunde, die als Erholung von der „rauhen“ Wirklichkeit – in der vieles als „untauglich“ und „trostlos“ empfunden wurde – eher zu spätnazarenischen oder neoklassizistischen Darstellungen Zugang hatten, in denen eine lieblichere, gefälligere Phantasiewelt zu finden war.
Er verlangte eine Auseinandersetzung mit der Wirklichkeit, wie sie ist und wie sie sein sollte. Der jenseitsorientierten Weltflucht (wie sie in den nazarenischen Darstellungen zu finden ist) wurde eine auf die Verwirklichung des Glaubens im Diesseits bezogene Kunst entgegengesetzt. Herber Ernst, Einfachheit und Reduktion in Form, Farbe und Komposition sind ebenso wie auch Monumentalität formale Zeichen dieser Gesinnung.
Die religiösen Bildthemen wurden erweitert, neu interpretiert und in die Gegenwart versetzt – projiziert. Dies wurde damals durchaus von manchem als Provokation aufgefasst.  Besonders das Bild „Krippe“ von Szyszkowitz ruft in der Öffentlichkeit große Empörung hervor. „Skandal“, „Abscheulichkeit“, „Zerrbilder schrecklichster Art“ oder „Ärgernis für das gläubige Volk“ waren einige der – wörtlich aus Beschwerdebriefen zitierten – Qualifikationen. Die Heilige Familie wäre zu „proletarisch“ dargestellt; dieses „Proletarierweib“ könne niemals die Jungfrau Maria sein; es wäre eine „Aushöhlung und Verarmung des so lieben, schönen Krippegedankens“.
Anton Böhm meinte damals in einem Artikel, dass sich hieraus deutlich zeige, dass die Vertreter der Mehrheit des Kirchenvolkes das historische Heilsgeschehen nicht auf der Ebene ihres realen Alltagslebens dargestellt sehen wollten, und dabei nicht bedenken würden, dass es ja nur Sinn gehabt habe, nur dann erlösend gewirkt haben konnte, wenn es sich eben auf dieser menschlichen Wirklichkeitsebene vollzog.
Obwohl sich die Bildauffassung von Szyszkowitz im Laufe der Jahre stark verändert hat, ist er seinen Idealen auch in der Kunst stets treu geblieben. Zeit seines Lebens war Kunst für ihn gleich Religion. Künstlerisches Schaffen war für ihn mit einem Gebet gleichzusetzen. In einem Vortrag sagte er einmal, die Schuhe von Van Gogh seien als Altarbild geeigneter als ein schlechtes Bild mit religiöser Thematik, denn die Spur Gottes sei für den, der Augen hat zu sehen, auch im Alltäglichen zu erschauen. Man könne auch eine Birne beten, und er könne sich auch eine reine Landschaft als Altarbild vorstellen.
Rudolf Szyszkowitz jedoch als Vertreter der Neulandkunst zu bezeichnen wäre insofern nicht richtig, als es keine Neulandkunst in dem Sinne gab. Vielmehr war es so, dass der junge Szyszkowitz, beeindruckt vom Reformwillen vieler Gleichgesinnter eine eigene Bildsprache für die wesentlichen Themen dieser neuen Bewegung entwickelte. Die Intention war, elementare Glaubensinhalte in einer ebenso elementaren, schnörkellosen Form, „unverkitscht“ und ungeschönt zu veranschaulichen und ins reale Leben zu übertragen, womit er dem Geist der Neulandbewegung eine bildliche Identität gab.
Einige dieser Ideen behielt er auch in seinem weiteren Schaffen für sakrale Themen bei. Er entwickelte sich jedoch rasch von dieser vielfach als Neulandkunst bezeichneten Phase weiter zu einer ganz eigenständigen Ausdrucksform, die seinen figuralen Kompositionen einen unverkennbaren Stil verleiht.
Auch wenn Szyszkowitz Zeit seines Lebens ein zutiefst gläubiger Mensch war, lässt er sich nicht als religiöser Maler einstufen. Sein Begriff der Spiritualität geht weit über religiöse Konventionen und Dogmen hinaus. Die Liebe zur Natur, zur Schöpfung und das damit verbundene Festhalten am Gegenstand in seiner Malerei zeugen davon, trotz des teilweise hohen Abstraktionsgrades, der in seinen Landschaften und Porträts zu finden ist.
Szyszkowitz sagte einmal „Ich bin von der Natur zum Christentum. Ich beobachte und male – das Evangelium schnappt nachträglich zu“. Damit meinte er, seine Kunst komme nicht aus dem christlichen Glauben, sondern sein Glaube aus der Kunst, dem leidenschaftlichen Aufnehmen der Umwelt.

## Werk
Rudolf Szyszkowitz war neben Alfred Wickenburg und Wilhelm Thöny der wichtigste Repräsentant der steirischen Moderne.
Das Lebenswerk von Rudolf Szyszkowitz ist umfassend und vielgestaltig. Figurale Kompositionen, Porträts und eine große Zahl von Landschaftsbildern werden durch ein reiches graphisches und druckgraphisches Werk ergänzt. Glasfenster, Secco-, Sgraffito- und Reliefarbeiten, einige Mosaike, Gobelins und Keramikmalereien vervollständigen sein Œuvre.
Das Frühwerk wurde deutlich von der Malschule Karl Sterrers geprägt, zudem haben drei Künstler, die er sehr schätzte, nämlich Albin Egger-Lienz, Lovis Corinth und Käthe Kollwitz, seinen künstlerischen Weg beeinflusst. Aber auch die geistigen Ideale des franziskanisch geprägten Neulandbundes kamen in seinen frühen Arbeiten zum Tragen. Das Erleben der Natur als ursprüngliche, göttliche Schöpfung war für die Jugendbewegung ein zentrales Anliegen. Diese Naturbegeisterung vermitteln die zahlreichen Landschaftsgemälde, die ihren Platz unter den besten des österreichischen Expressionismus der Zwischenkriegszeit einnehmen.
Szyszkowitz sah die Kunst als Vermittlung zwischen dem transzendentalen Bereich des Göttlichen und dem sinnlich-materiellen des Menschen. Soziale und religiöse Themen sind in jener Zeit Hauptinhalt seiner figuralen Kompositionen. Es geht ihm um den Menschen in seinem seelischen und existentiellen Bezug. Dabei konzentrierte er sich auf die handelnden Personen; der Hintergrund bleibt neutral. Die dunkle, gebrochene Farbgebung unterstreicht dieses thematische Anliegen. Vor allem die Ölgemälde strahlen in ihrer Einfachheit und strengen Komposition eine gewisse Herbheit aus. Diese Haltung gilt gleichermaßen in seinen graphischen Arbeiten. Ab 1926 wurde für Szyszkowitz auch die Druckgraphik zu einem wichtigen Ausdrucksmittel.
Ab ca. 1933 lockert er den Pinselduktus, seine Malweisen wird expressionistischer.
Die Radierungen bringen diese beabsichtigte Aussage durch die gestalterische Reduktion besonders deutlich zum Ausdruck. Was in der Malerei durch die pastose Struktur der Pinselstriche erreicht wird, zeigt er in der Graphik durch Strichbündel und dichte Schraffurlagen.
In dieser Zeit feierte Szyszkowitz seine ersten großen künstlerischen Erfolge, die ihm 1935 für das Bild „Martha-Maria“ den Anerkennungspreis zum „Großen Österreichischen Staatspreis“ einbrachte.
Mit dem Jahr 1935 trat durch die Berufung an die Kunstgewerbeschule Graz eine Wende in seinem Leben ein. Seine charismatische Fähigkeit in der Weitervermittlung an junge Menschen ist die Grundlage zu Erfolgen in diesem Metier der theoretischen Beschäftigung. In den darauf folgenden Jahren bestimmten Zeichnungen und vor allem Landschaften sein Schaffen.
Während Szyszkowitz in den Kriegsjahren vorwiegend Landschaften gemalt hatte, begann 1947 eine Zeit der Neuorientierung, in der er sich wieder vermehrt mit figuralen Kompositionen und Porträts befasste. Breite, starke Konturlinien, die er oft direkt mit der Farbtube auf die Leinwand aufträgt, umschließen die Formen. Teilweise kratzt er diese Linien auch mit dem Messer oder einer Spachtel in die noch feuchte Farbe. Die Plastizität verschwindet mehr und mehr, die Figuren wirken flächig und fast transparent, verbunden mit einer zunehmenden Leuchtkraft der Farben.
Die internationale Moderne beschritt nach dem Zweiten Weltkrieg den Weg hin zur Abstraktion. Szyszkowitz bezieht im Gegensatz dazu eindeutig Stellung für die Wiedererkennbarkeit des Naturvorbildes, baut aber, ausgehend von den formalen Errungenschaften der klassischen Moderne, seine Kompositionen aus geometrisierenden, abstrakten Elementen auf. Auch in der Landschaftsmalerei, die durch eine rege Reisetätigkeit inspiriert wurde, werden die Formen immer stärker abstrahiert.
Diese Zeit kann man als zweiten Höhepunkt seiner Erfolge bezeichnen; das belegen zahlreiche Einladungen zu internationalen Ausstellungen, die Auszeichnung mit der Goldmedaille der „Internationalen Biennale für kirchliche Kunst der Gegenwart“ in Salzburg 1965 für das Bild „Mariae Himmelfahrt“ sowie eine Reihe öffentlicher Aufträge. Zudem trat Szyszkowitz in der Meisterklasse für Malerei der Internationalen Sommerakademie für Bildende Kunst Salzburg die Nachfolge von Oskar Kokoschka an.
Als 50-Jähriger erhielt Rudolf Szyszkowitz 1956 seinen ersten großen Glasfensterauftrag: die Westfenster der Don-Bosco-Kirche in Wien, gefolgt von einer Reihe bedeutender Aufträge für Glasfenster für sakral Räume und Kreuzwege in ganz Österreich. Von diesem Zeitpunkt an gewann für ihn die Glasmalerei große Bedeutung, sie unterstützt seine in den 50er Jahren neu gewonnene Bildauffassung, das Einsetzen heller, leuchtender, direkter Farbtöne in seinen Bildern durch die Leuchtkraft der Farben durch das Tageslicht zu unterstreichen. Auch das in seinen späteren Arbeiten angestrebte Ordnungsgefüge durch starke Konturlinien findet in den Glasfenstern durch die technisch notwendigen Bleistege und Haltekonstruktionen eine ideale Umsetzungsmöglichkeit.
In den letzten Jahren entstanden Werke, die man durchaus als monumental bezeichnen kann; nicht aufgrund ihrer Größe, sondern wegen einer deutlich spürbaren Geschlossenheit im Bildaufbau. An diesen späten Bildern fällt auf, dass die Dominanz der Liniengerüste wieder abnimmt und so größere Flächen wirksam werden. In seinem letzten Bild „Ruhe auf der Flucht“ nahm Szyszkowitz ein zentrales Thema seines Schaffens, die Beziehung Mutter-Kind, noch einmal auf. Die großen menschlichen Themen des Schutzbietens und des Bedürfnisses nach Geborgenheit erfahren hier ihre inhaltliche Ausdeutung.

## Bildergalerie

Selbstporträt, 1930, Öl/Leinwand
Der Mensch, 1935, Kaltnadelradierung
Mädchen, 1936, Öl/Leinwand
Spätsommerlandschaft, 1946/49, Öl/Leinwand
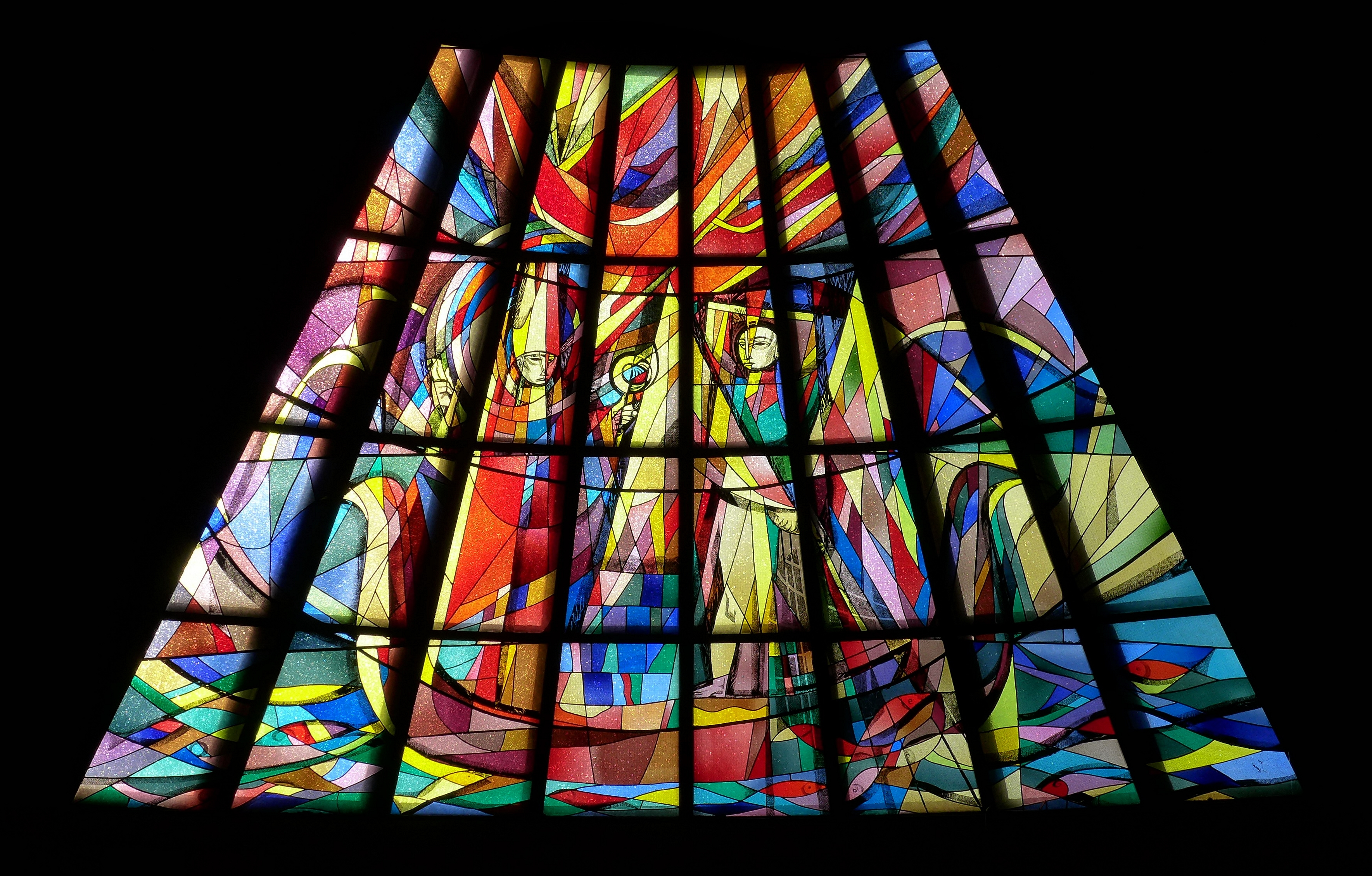
Glasfenster Hl. Rupert (Rupertikirche Hohenrain)
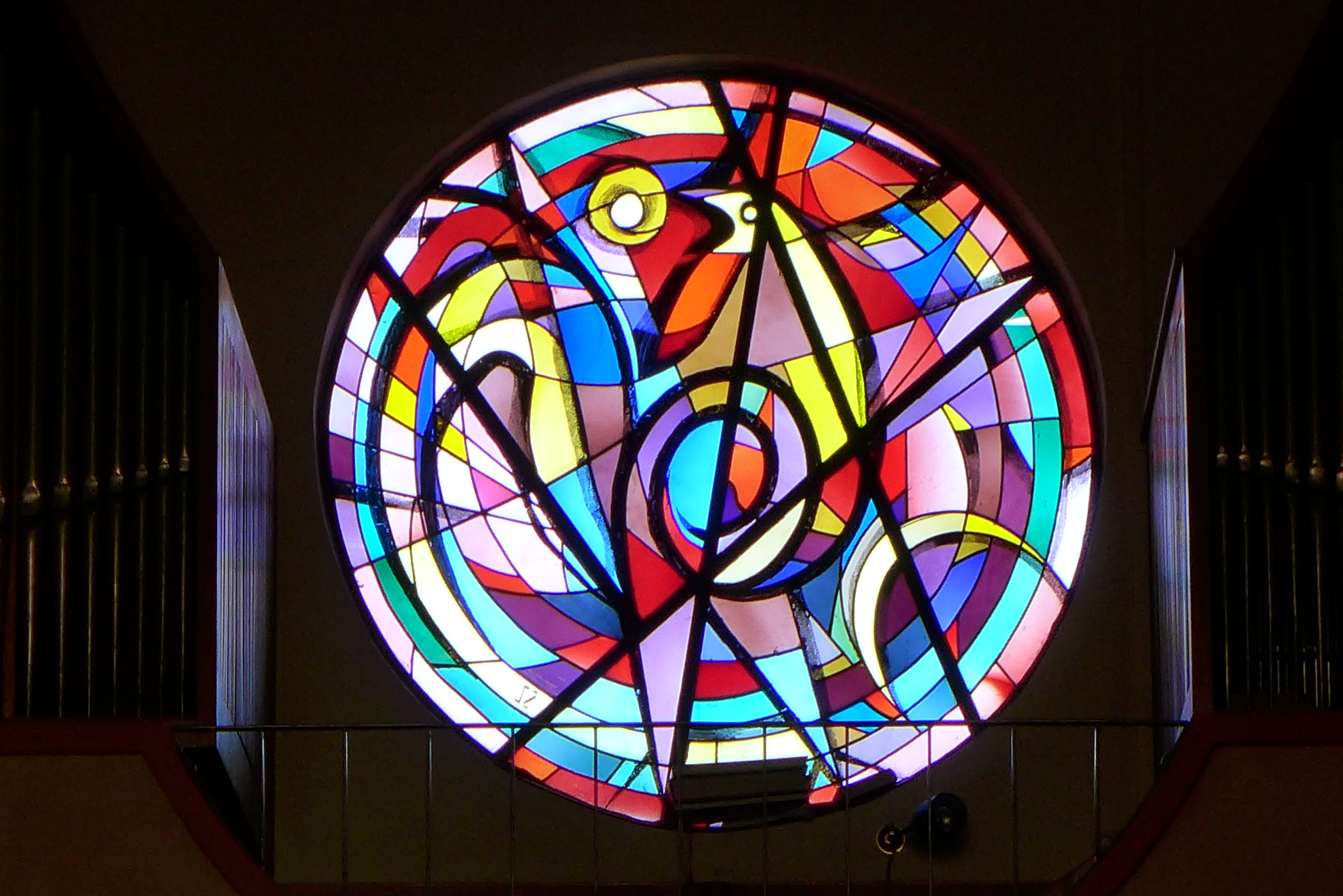
Glasfenster Hahn (Rupertikirche Hohenrain)
Hafen – Ancona, 1965, Öl/Leinwand
Weißes Schiff, 1970, Aquarell
Unterrichtsminister Theodor Piffl-Perčević, 1971, Öl/Leinwand
Aus Die klugen Jungfrauen, 1975, Betonglasfenster
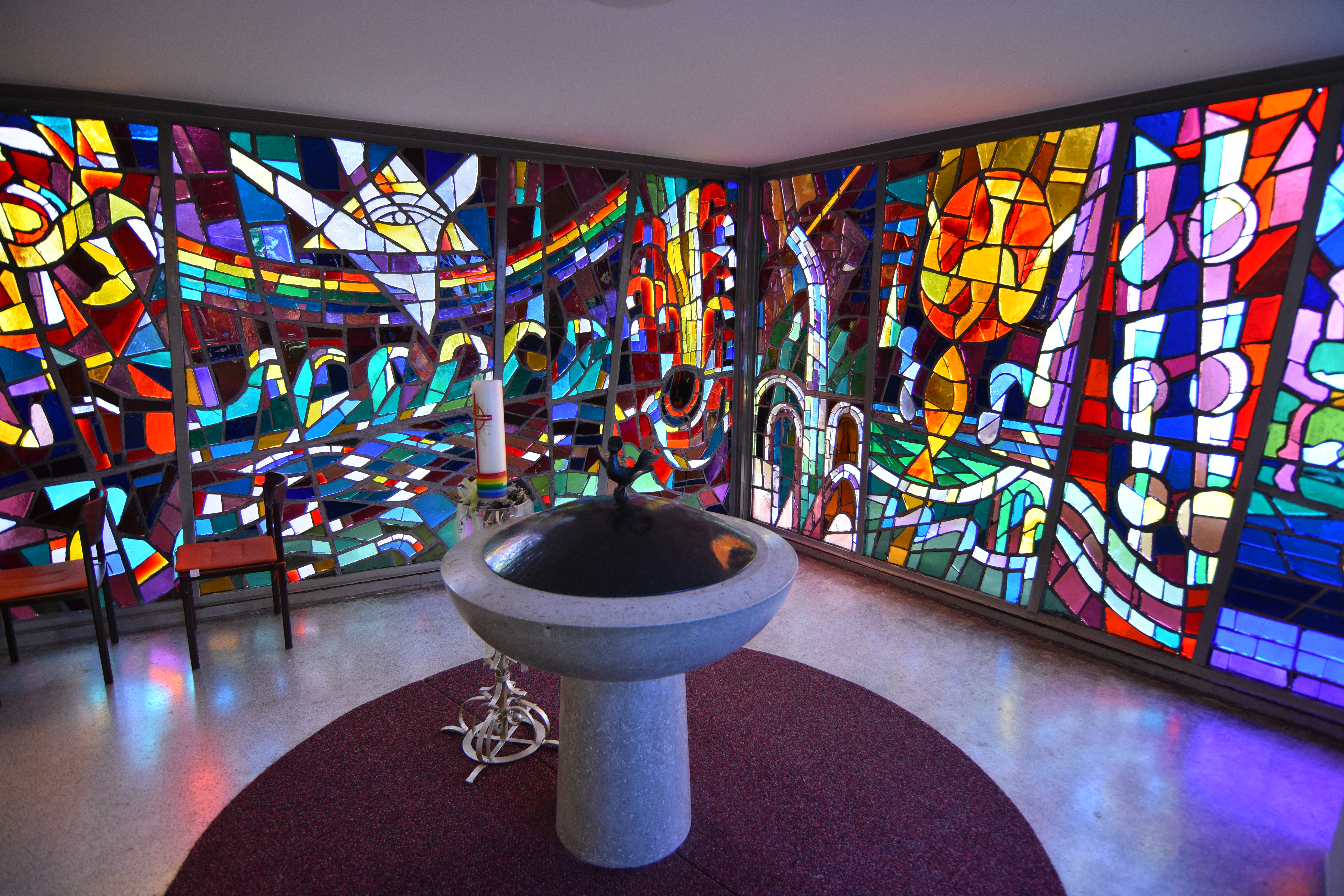
Taufkapelle in Laßnitzhöhe

## Auszeichnungen
- 1928 1 Füger-Medaille, 1 akademischer Preis in der allgemeinen Malerschule der Akademie der bildenden Künste in Wien[12]
- 1931 Meisterschulpreis der Akademie der bildenden Künste in Wien
- 1934 Silberne Medaille der Stadt Graz
- 1935 Anerkennungspreis zum Großen Österreichischen Staatspreis
- 1971 Verleihung der Max-Reinhardt-Medaille des Landes Salzburg
- 1972 Österreichisches Ehrenkreuz für Wissenschaft und Kunst I. Klasse
- 1973 Würdigungspreis des Landes Steiermark für bildende Kunst
- 1975 Ehrenzeichen der Landeshauptstadt Graz in Gold

## Ausstellungen
- 1928/29 Stift Seckau, Szyszkowitz und Stranig
- 1932 Joanneum Graz, Rudolf Szyszkowitz
- 1933 Wiener Secession
- 1935 Künstlerhaus Wien
- 1939 Galerie Würthle, Wien, Rudolf Szyszkowitz
- 1939 Joanneum Graz, Rudolf Szyszkowitz und Richard Oberhuber (1906–1985), Städtebilder in Steiermark, Land und Leute
- 1944 Innsbruck/Salzburg/Graz, Bergvolk – Soldatenvolk, Tafelbilder
- 1946 Wiener Secession, Wiederaufbau-Ausstellung
- 1947 Galerie Welz, Wien, Szyszkowitz, Fronius, Wickenburg
- 1949 Neue Galerie Graz, Rudolf Szyszkowitz, Gemälde und Grafik
- 1951 Galerie Moser Graz, Rudolf Szyszkowitz
- 1950 Biennale, Venedig
- 1952 Künstlerhaus Graz (Eröffnung)
- 1954 Oberösterreichisches Landesmuseum, Linz,  Szyszkowitz, Wickenburg, Silberbauer
- 1955 Ljubljana 1. Exposition internationale de Gravure
- 1955 Biennale, São Paulo
- 1957 Tokyo, Biennale internationale de Gravure
- 1957 Joanneum Graz, Rudolf Szyszkowitz
- 1962 Galerie Bevijl, Linz, Rudolf Szyszkowitz
- 1968 Neue Galerie Graz, Rudolf Szyszkowitz, Gemälde und Grafik
- 1968 Galerie für zeitgenössische Kunst, Hamburg, Rudolf Szyszkowitz
- 1969 Galerie Schnoor, Bremen, Rudolf Szyszkowitz
- 1971 Residenz Salzburg, Szyszkowitz, Osterider
- 1971 Hatzendorf, Szyszkowitz, Silveri
- 1977 Wiener Secession, Rudolf Szyszkowitz und Robert Markowitsch (1921–2014), Malerei und Grafik
- 1984 Stadtmuseum Graz, Rudolf Szyszkowitz, Das druckgraphische Werk
- 1984 Albertina Wien, Rudolf Szyszkowitz, Aquarelle, Zeichnungen, Druckgrafik
- 1990 Dom und Diözesanmuseum Wien, Rudolf Szyszkowitz, Aus der Monsignore Otto Mauer Sammlung
- 1999 Lorli Ritschl Foundation, Graz, Rudolf Szyszkowitz, Die Porträts
- 2002 Chorherrenstift Vorau, Rudolf Szyszkowitz, Aus dem religiösen Werk
- 2005 Neue Galerie Graz, Rudolf Szyszkowitz, 1995–2005 (Retrospektive)
- 2009 Salzburg Museum, Neue Residenz, Rudolf Szyszkowitz – Zwischen Tradition und Erneuerung[13]